# Siegerland-Flughafen
Siegerland-Flughafen, også benævnt Siegerland Airport (IATA: SGE, ICAO: EDGS), er en regional lufthavn der ligger ved byen Westerwald, Regierungsbezirk Arnsberg, Kreis Siegen-Wittgenstein. Selve lufthavnsområdet ligger i de 2 delstater Nordrhein-Westfalen og Rheinland-Pfalz, Tyskland. Der er 30 km til byen Siegen.

## Selskaber
Lufthavnen bliver primært brugt til privatflyvning og faldskærmsudspring, men i sommeren 2009 fløj Turkish Airlines til Istanbul og SunExpress havde charterflyvninger til Antalya